# A Pale Tour Named Death
A Pale Tour Named Death (englisch für Eine fahle Tournee genannt Tod) war eine Tournee der schwedischen Heavy-Metal-Band Ghost.

## Überblick
Am 11. Juni 2018 kündigten Ghost die A Pale Tour Named Death an. Mit der Tournee wurde das am 1. Juni 2018 veröffentlichte vierte Studioalbum Prequelle promotet. Die Tournee begann mit einem Auftritt in der Londoner Royal Albert Hall, bevor die Band vom Oktober bis Dezember 2018 ohne Vorgruppe durch Nordamerika tourte und dabei 40 Konzerte spielte. Dabei spielten Ghost erstmals als Headliner in Hallen, die mehr als 10.000 Zuschauer fassen. Der Auftritt in Milwaukee am 31. Oktober 2018 gehörte technisch gesehen nicht zu der Tournee. Vielmehr beendeten Ghost ihren abgebrochenen Auftritt vom 31. Mai desselben Jahres, bei dem ein Zuschauer kollabierte und wenige Stunden später verstarb. Bei dem Konzert wurde ein exklusives T-Shirt verkauft, dessen Einnahmen an die Hinterbliebenen des verstorbenen Zuschauers gingen. Große mediale Aufmerksamkeit erhielt der Auftritt im texanischen Midland am 19. November 2018. Eine vom Pastor Larry Long angeführte Gruppe hielt ein öffentliches Gebet vor dem Wagner Noel Performing Arts Center. Pastor Long erklärte gegenüber dem TV-Sender CBS:

„Der Fakt, dass sie sich selbst als eine Satan verehrende Band beschreiben ist schockierend. Und ich denke, dass die meisten unserer Gemeindemitglieder überrascht wären, wenn sie davon erfahren. Sie [Ghost] bedecken ihre Gesichter bei Konzerten mit Masken, die wie Teufel aussehen. Es geht ihnen nur um das Anpreisen und Ehrerweisung an Satan.“

Im Februar 2019 ging die Tournee mit elf Konzerten in Europa weiter. Auch hier verzichteten Ghost auf eine Vorband. Es folgten vier Auftritte in Australien und Japan im März 2019. Danach spielten Ghost zusammen mit Bokassa im Sommer 2019 im Vorprogramm von Metallica auf deren 25 Konzerte umfassende European Summer Vacation 2019 genannten Abschnitt der WorldWired Tour. Zwischenzeitlich spielten Ghost auf einigen Festivals in Nordamerika. Im September und Oktober 2019 wurde die Tournee mit 32 Konzerten in den USA und Kanada unter dem Titel The Ultimate Tour Named Death fortgesetzt, wobei die US-amerikanische Band Nothing More als Vorgruppe fungierte. Die Tournee ging im November und Dezember 2019 mit 21 Auftritten in Europa mit den Vorgruppen All Them Witches und Tribulation weiter. Abgeschlossen wurde die Tournee durch einen A Final Gig Named Death bezeichneten Auftritt in Mexiko-Stadt am 3. März 2020.
Ghosts Sänger Tobias Forge absolvierte diese Tournee unter dem Pseudonym Cardinal Copia. Vorher wurde die Band von Papstartigen Charakteren namens Papa Emeritus I, II und III angeführt, die alle von Tobias Forge dargestellt wurden. Für den Prequelle-Zyklus übernahm Forge die Figur des Cardinal Copia als Kardinal, was einen niedrigeren Rang als seine Vorgänger darstellt. Beim abschließenden Konzert in Mexiko-Stadt wurde der Cardinal Copia zu Papa Emeritus IV befördert.

## Konzerte

### Warm-up
| Datum             | Stadt  | Veranstaltungsort |
| ----------------- | ------ | ----------------- |
| 9. September 2018 | London | Royal Albert Hall |

### Nordamerika I
| Datum             | Stadt            | Veranstaltungsort                         |
| ----------------- | ---------------- | ----------------------------------------- |
| 25. Oktober 2018  | Grand Prairie    | Verizon Theatre                           |
| 26. Oktober 2018  | Tulsa            | Cox Business Center                       |
| 27. Oktober 2018  | Kansas City      | Arvest Bank Theatre                       |
| 29. Oktober 2018  | Louisville       | The Louisville Palace                     |
| 30. Oktober 2018  | Indianapolis     | Murat Threare                             |
| 31. Oktober 2018  | Milwaukee        | Riverside Theater                         |
| 1. November 2018  | Chicago          | Aragon Ballroom                           |
| 2. November 2018  | Peoria           | Peoria Civic Center                       |
| 3. November 2018  | Madison          | The Sylvee                                |
| 4. November 2018  | Ames             | Stephens Auditorium                       |
| 6. November 2018  | Omaha            | Orpheum Theater                           |
| 8. November 2018  | Albuquerque      | Kiva Auditorium                           |
| 9. November 2018  | El Paso          | Abraham Chavez Theatre                    |
| 10. November 2018 | Phoenix          | Comerica Theatre                          |
| 12. November 2018 | San Diego        | Spreckels Theatre                         |
| 13. November 2018 | Sacramento       | Community Center Theatre                  |
| 15. November 2018 | San Jose         | City National Civic                       |
| 16. November 2018 | Inglewood        | The Forum                                 |
| 17. November 2018 | Las Vegas        | The Joint                                 |
| 19. November 2018 | Midland          | Wagner Noel Performing Arts Center        |
| 20. November 2018 | Austin           | Bass Concert Hall                         |
| 21. November 2018 | New Orleans      | Orpheum Theater                           |
| 23. November 2018 | Orlando          | Walt Disney Theater                       |
| 24. November 2018 | Miami Beach      | Jackie Gleason Theater                    |
| 25. November 2018 | Clearwater       | Ruth Eckerd Hall                          |
| 27. November 2018 | North Charleston | North Charleston Performing Arts Center   |
| 29. November 2018 | Mobile           | Saenger Theatre                           |
| 30. November 2018 | Atlanta          | Coca-Cola Roxy                            |
| 1. Dezember 2018  | Jacksonville     | Florida Theatre                           |
| 2. Dezember 2018  | Charlotte        | Ovens Auditorium                          |
| 4. Dezember 2018  | Richmond         | Dominion Energy Center                    |
| 5. Dezember 2018  | Wilkes-Barre     | F.M. Kirby Center for the Performing Arts |
| 7. Dezember 2018  | Laval            | Place Bell                                |
| 8. Dezember 2018  | Toronto          | Sony Centre for the Performing Arts       |
| 10. Dezember 2018 | Baltimore        | Hippodrome Theatre                        |
| 11. Dezember 2018 | Upper Darby      | Tower Theater                             |
| 13. Dezember 2018 | Albany           | Palace Theatre                            |
| 14. Dezember 2018 | Boston           | Wang Theatre                              |
| 15. Dezember 2018 | New York City    | Barclays Center                           |

### Europa I
| Datum            | Stadt     | Veranstaltungsort           |
| ---------------- | --------- | --------------------------- |
| 3. Februar 2019  | Lyon      | Halle Tony Garnier          |
| 5. Februar 2019  | Amsterdam | AFAS Live                   |
| 6. Februar 2019  | Antwerpen | Lotto Arena                 |
| 7. Februar 2019  | Paris     | Zénith Paris                |
| 14. Februar 2019 | Stuttgart | Hanns-Martin-Schleyer-Halle |
| 15. Februar 2019 | Bochum    | RuhrCongress Bochum         |
| 17. Februar 2019 | Hannover  | Swiss Life Hall             |
| 18. Februar 2019 | Hamburg   | Alsterdorfer Sporthalle     |
| 20. Februar 2019 | Göteborg  | Scandinavium                |
| 21. Februar 2019 | Oslo      | Oslo Spektrum               |
| 23. Februar 2019 | Stockholm | Ericsson Globe              |

### Australien / Asien
| Datum         | Stadt     | Veranstaltungsort       |
| ------------- | --------- | ----------------------- |
| 6. März 2019  | Brisbane  | The Tivoli              |
| 9. März 2019  | Sydney    | Parramatta Park 1       |
| 11. März 2019 | Melbourne | Flemington Racecourse 1 |
| 21. März 2019 | Chiba     | Makuhari Messe 2        |

### Europa II
Ghost eröffneten gemeinsam mit Bokassa für Metallica. Zwischendurch spielten Ghost auf einigen nordamerikanischen Festivals. Diese sind grün unterlegt.
| Datum           | Stadt       | Veranstaltungsort                 |
| --------------- | ----------- | --------------------------------- |
| 1. Mai 2019     | Lissabon    | Estádio do Restelo                |
| 3. Mai 2019     | Madrid      | Valdebebas                        |
| 5. Mai 2019     | Barcelona   | Olympiastadion Barcelona          |
| 8. Mai 2019     | Mailand     | Ippodromo del galoppo di San Siro |
| 10. Mai 2019    | Zürich      | Letzigrund                        |
| 12. Mai 2019    | Saint-Denis | Stade de France                   |
| 17. Mai 2019    | Columbus    | Sonic Temple Art & Music Festival |
| 18. Mai 2019    | Bridgeview  | Chicago Open Air                  |
| 8. Juni 2019    | Slane       | Slane Castle                      |
| 11. Juni 2019   | Amsterdam   | Johan-Cruyff-Arena                |
| 13. Juni 2019   | Köln        | Rheinenergiestadion               |
| 16. Juni 2019   | Brüssel     | König-Baudouin-Stadion            |
| 18. Juni 2019   | Manchester  | Etihad Stadium                    |
| 20. Juni 2019   | London      | Twickenham Stadium                |
| 6. Juli 2019    | Berlin      | Olympiastadion                    |
| 9. Juli 2019    | Göteborg    | Ullevi                            |
| 11. Juli 2019   | Kopenhagen  | Telia Parken                      |
| 13. Juli 2019   | Trondheim   | Granåsen skisenter                |
| 16. Juli 2019   | Hämeenlinna | Kantolan Tapahtumapuisto          |
| 18. Juli 2019   | Tartu       | Flughafen Raadi                   |
| 21. Juli 2019   | Moskau      | Olympiastadion Luschniki          |
| 27. Juli 2019   | Montréal    | Parc Jean-Drapeau                 |
| 14. August 2019 | Bukarest    | Arena Națională                   |
| 16. August 2019 | Wien        | Ernst-Happel-Stadion              |
| 18. August 2019 | Prag        | Letnany                           |
| 21. August 2019 | Warschau    | PGE Narodowy                      |
| 23. August 2019 | München     | Olympiastadion                    |
| 25. August 2019 | Mannheim    | Maimarktgelände                   |

### Nordamerika II
Dieser Abschnitt war auch als The Ultimate Tour Named Death bekannt. Festivalauftritte sind grün unterlegt.
| Datum              | Stadt            | Veranstaltungsort                    |
| ------------------ | ---------------- | ------------------------------------ |
| 13. September 2019 | Bakersfield      | Rabobank Arena                       |
| 14. September 2019 | Reno             | Reno Events Center                   |
| 16. September 2019 | Portland         | Theater of the Clouds at Moda Center |
| 17. September 2019 | Kennewick        | Toyota Center                        |
| 19. September 2019 | Seattle          | Washington Music Theater             |
| 20. September 2019 | Vancouver        | Pacific Coliseum                     |
| 21. September 2019 | Penticton        | South Okanagan Events Centre         |
| 23. September 2019 | Edmonton         | Rogers Place                         |
| 24. September 2019 | Calgary          | Stampede Corral                      |
| 26. September 2019 | Spokane          | Spokane Arena                        |
| 27. September 2019 | Boise            | Taco Bell Arena                      |
| 28. September 2019 | West Valley City | Maverik Center                       |
| 30. September 2019 | Loveland         | Budweiser Events Center              |
| 1. Oktober 2019    | Colorado Springs | Broadmoor World Arena                |
| 3. Oktober 2019    | Sioux Falls      | Denny Sanford Premier Center         |
| 4. Oktober 2019    | Fargo            | Scheels Arena                        |
| 5. Oktober 2019    | Minneapolis      | Armory                               |
| 7. Oktober 2019    | Green Bay        | Resch Center                         |
| 8. Oktober 2019    | Moline           | TaxSlayer Center                     |
| 10. Oktober 2019   | Youngstown       | Covelli Centre                       |
| 11. Oktober 2019   | Huntington       | Big Sandy Superstore Arena           |
| 12. Oktober 2019   | Manchester       | Exit 111 Festival                    |
| 14. Oktober 2019   | Grand Rapids     | DeltaPlex Arena                      |
| 15. Oktober 2019   | Toledo           | Huntington Center                    |
| 17. Oktober 2019   | Hamilton         | FirstOntario Centre                  |
| 18. Oktober 2019   | Ottawa           | Canadian Tire Centre                 |
| 19. Oktober 2019   | Portland         | Cross Insurance Arena                |
| 21. Oktober 2019   | Worcester        | DCU Center                           |
| 22. Oktober 2019   | Syracuse         | Oncenter War Memorial Arena          |
| 24. Oktober 2019   | Hershey          | Giant Center                         |
| 25. Oktober 2019   | Trenton          | CURE Insurance Arena                 |
| 26. Oktober 2019   | Glens Falls      | Cool Insuring Arena                  |

### Europa III
| Datum             | Stadt            | Veranstaltungsort               |
| ----------------- | ---------------- | ------------------------------- |
| 16. November 2019 | Nottingham       | Motorpoint Arena                |
| 17. November 2019 | Cardiff          | Motorpoint Arena                |
| 18. November 2019 | Glasgow          | SSE Hydro                       |
| 20. November 2019 | Dublin           | 3Arena                          |
| 22. November 2019 | London           | SSE Arena                       |
| 23. November 2019 | Leeds            | First Direct Arena              |
| 25. November 2019 | Kopenhagen       | Forum Kopenhagen                |
| 28. November 2019 | Helsinki         | Hartwall Arena                  |
| 30. November 2019 | Katowice         | Spodek                          |
| 1. Dezember 2019  | Prag             | Universum                       |
| 3. Dezember 2019  | Budapest         | Papp László Budapest Sportaréna |
| 5. Dezember 2019  | Mantua           | Palabam                         |
| 8. Dezember 2019  | Barcelona        | Palau Sant Jordi                |
| 10. Dezember 2019 | Lissabon         | Altice Arena                    |
| 11. Dezember 2019 | Madrid           | WiZink Center                   |
| 13. Dezember 2019 | Eckbolsheim      | Zénith de Strasbourg            |
| 14. Dezember 2019 | Zürich           | Hallenstadion                   |
| 15. Dezember 2019 | München          | Kulturhalle Zenith              |
| 17. Dezember 2019 | Esch-sur-Alzette | Rockhal                         |
| 18. Dezember 2019 | Saint-Herblain   | Zénith de Nantes Métropole      |
| 19. Dezember 2019 | Toulouse         | Zénith de Toulouse              |

### Abschlusskonzert
Auch bekannt als A Final Gig Named Death.
| Datum        | Stadt        | Veranstaltungsort       |
| ------------ | ------------ | ----------------------- |
| 3. März 2020 | Mexiko-Stadt | Palacio de los Deportes |

## Setlists
| Ghost (25. Oktober 2018) 1. Ashes 2. Rats 3. Absolution 4. Ritual 5. From the Pinnacle to the Pit 6. Faith 7. Cirice 8. Miasma 9. Year Zero 10. Spöksonat 1 11. He Is 12. Mummy Dust 13. Dance Macabre 14. Square Hammer 15. Monstrance Clock | Ghost (16. November 2019) 1. Ashes 2. Rats 3. Absolution 4. Faith 5. Mary on a Cross 6. Devil Church 7. Cirice 8. Miasma 9. Ghuleh / Zombie Queen 10. Helvetesfönster 11. Spirit 12. From the Pinnacle to the Pit 13. Ritual 14. Satan Prayer 15. Year Zero 16. Spöksonat 2 17. He Is 18. Mummy Dust 19. Kiss the Go-Goat 20. Dance Macabre 21. Square Hammer | Ghost (3. März 2020) 1. Ashes 2. Rats 3. Absolution 4. Faith 5. Mary on a Cross 6. Devil Church 7. Cirice 8. Miasma 3 9. Arrival 4 10. Con Clavi Con Dio 11. From the Pinnacle to the Pit 12. Ritual 13. Satan Prayer 14. Year Zero 15. Spöksonat 5 16. He Is 17. Mummy Dust 18. Kiss the Go-Goat 19. Dance Macabre 20. Square Hammer |

| Nothing More (13. September 2019) 1. Let ’em Burn 2. Christ Copyright 3. Don’t Stop 4. Go to War 5. Jenny 6. Fade In / Fade Out 7. Ocean Floor 8. This Is the Time (Ballast) 9. First of the Year 6 | All Them Witches (19. Dezember 2019) 1. Funeral for a Great Drunken Bird 2. 3-5-7 3. 1x1 4. Diamond 5. Charles William 6. Workhorse 7. Blood and Sand / Milk and Endless Waters 8. When God Comes Back 9. Swallowed by the Sea | Tribulation (19. Dezember 2019) 1. Nightbound 2. Melancholia 3. The Lament 4. The World 5. Cries from the Underworld 6. The Motherhood of God 7. Strange Gateways Beckon |

## Persönlichkeiten
| Ghost - Cardinal Copia – Gesang - A Nameless Ghoul – Leadgitarre - A Nameless Ghoul – Rhythmusgitarre - A Nameless Ghoul – Bass - A Nameless Ghoul – Keyboard - A Nameless Ghoul – Schlagzeug | Nothing More - Jonny Hawkins – Gesang - Mark Vollelunga – Gitarre, Gesang - Daniel Oliver – Bass, Gesang - Ben Anderson – Schlagzeug | All Them Witches - Charles Michael Parks Jr. – Gesang, Bass - Ben McLeod – Gitarre - Allan Van Cleave – Keyboard - Robby Staebler – Schlagzeug | Tribulation - Johannes Andersson – Gesang, Bass - Adam Zaars – Gitarre - Joseph Tholl – Gitarre - Oscar Leander – Schlagzeug |